# 新南威爾士州長
新南威爾斯州長（英語：Premier of New South Wales）是澳洲新南威爾斯州的政府首腦。作爲西敏制政體，新南威爾斯州的政府首腦產生方式與澳洲總理雷同，即人選按慣例需經州下議院（立法會）多數信任才可出任。職權亦與全國的聯邦總理相似，惟主責州的內部事務。
此職位前身是新南威爾士殖民地總理，設立於1856年，在新南威爾士殖民地成功建立責任政府後，行政權由總督下放到由總理領導的内閣。1901年前，殖民地總理英語中也可稱爲，但在1901年澳大利亞聯邦建立、新南威爾士由獨立殖民地改爲聯邦的州之後，英語中已儘使用“Premier”，以免與聯邦總理（“Prime Minister”）混淆。
現任州長柯民思屬工黨，於2023年贏得州議會選舉而籌組少數政府出任州长。

## 中文譯名
澳大利亞當地中文將州的政府首腦（Premier）稱爲“（新州）州長”或“（紐省）省長”，虛位的女王代表（Governor）稱爲“總督”或“州督”。將“Premier”譯爲“州長”並將“Governor”譯爲“州督”這也是中國政府的官方譯法。

## 在世的前州長
| Barrie Unsworth 1986-1988年在任 90歲 | Nick Greiner 1988-1992年在任 77歲 |  |  |  |  |  |  |  |  |